# Luigi Orione
Luigi Orione (Pontecurone, 23 giugno 1872 – Sanremo, 12 marzo 1940) è stato un presbitero italiano, fondatore della Piccola opera della Divina Provvidenza. Beatificato nel 1980, è stato proclamato santo da papa Giovanni Paolo II nel 2004.

## Biografia

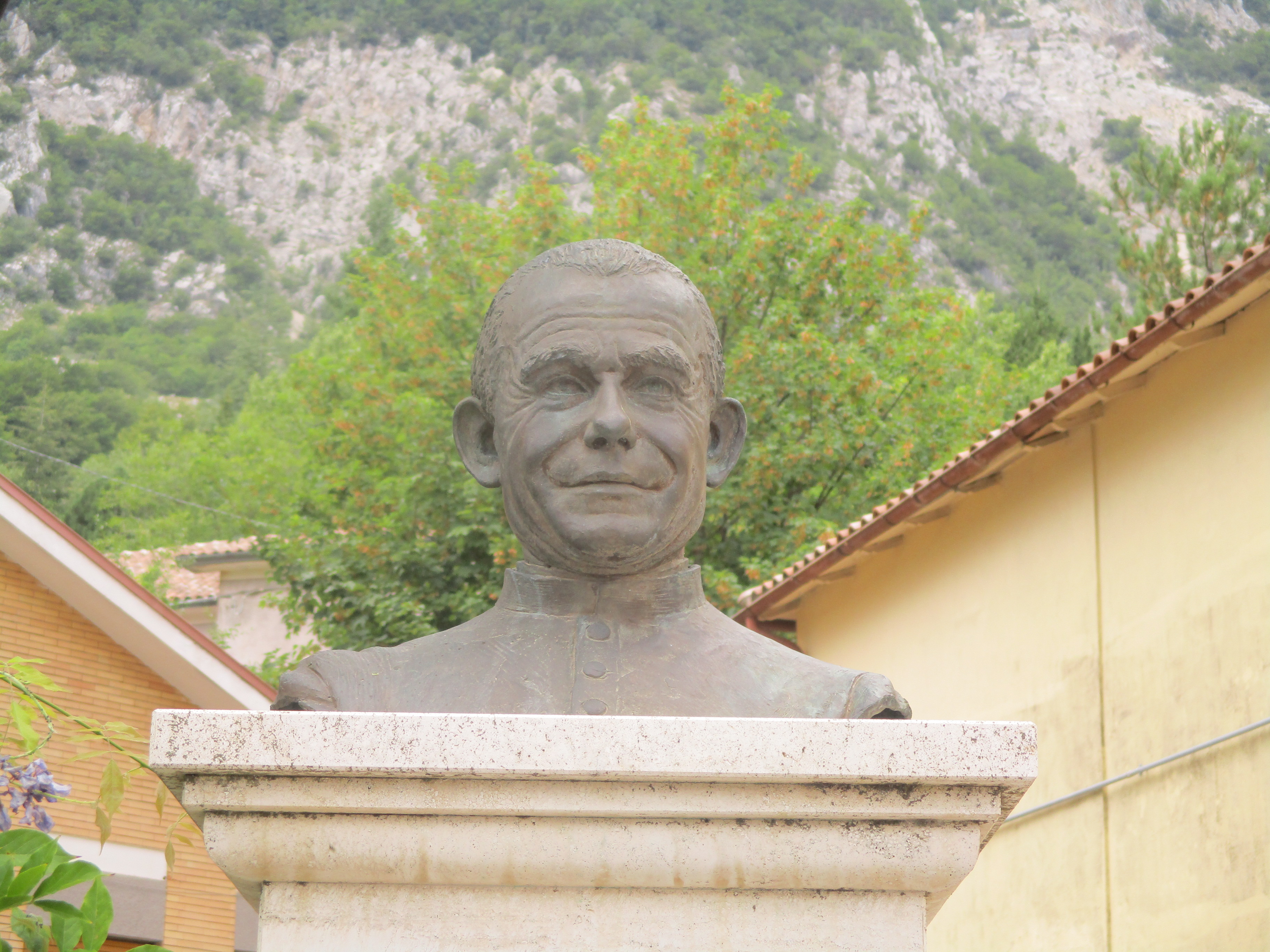
Busto di Meta nella Marsica dedicato al santo

Suo padre Vittorio, selciatore di strade, era stato garibaldino ed era noto per il suo spirito anticlericale; sua madre, Carolina Feltri, contadina analfabeta di origine veneta, era invece una fervente cattolica e aveva lavorato per parecchi anni come domestica in casa di Urbano Rattazzi.
Don Luigi Orione il 14 settembre 1885 entrò a far parte dei francescani di Voghera, ma nel giugno del 1886 ne venne dimesso a causa di una grave malattia per la quale rischiò la morte. Il 4 ottobre 1886 diventò allievo nell'oratorio Valdocco di Torino, dove rimase tre anni. Venne notato da Giovanni Bosco, che lo annoverò tra i suoi prediletti. Il 16 ottobre 1889 entrò nel seminario di Tortona, dove gli venne anche affidato il compito di custode in Duomo, ottenendo così un sostentamento per gli studi, giacché la famiglia non era in grado di mantenerlo. Il 2 marzo 1892 iniziò l'apostolato per la gioventù. Il 3 luglio 1892 inaugurò l'Oratorio san Luigi. A 21 anni, il 15 ottobre 1893 aprì nel rione san Bernardino di Tortona un collegio per fanciulli desiderosi di studiare ed impossibilitati a farlo per motivi di disponibilità economica.

### Piccola opera della Divina Provvidenza
Venne ordinato sacerdote il 13 aprile 1895. A partire dal 1899 cominciò a raccogliere intorno a sé un primo gruppo di preti e chierici che andarono a costituire la Piccola opera della Divina Provvidenza, approvata dal vescovo diocesano nel 1903. Nel 1908 si recò a Messina e Reggio Calabria devastate dal terremoto per partecipare agli aiuti, dove si dedicò per tre anni soprattutto alla cura degli orfani; in particolare a Reggio Calabria contribuì a far nascere il Santuario di Sant'Antonio. Aiuterà in modo analogo, mettendo in campo un grandissimo impegno, i superstiti della Marsica colpiti dal terremoto di Avezzano del 1915, salvando decine e decine di orfani e giovani fanciulle. Nello stesso anno fondò la Congregazione delle piccole suore missionarie della carità.

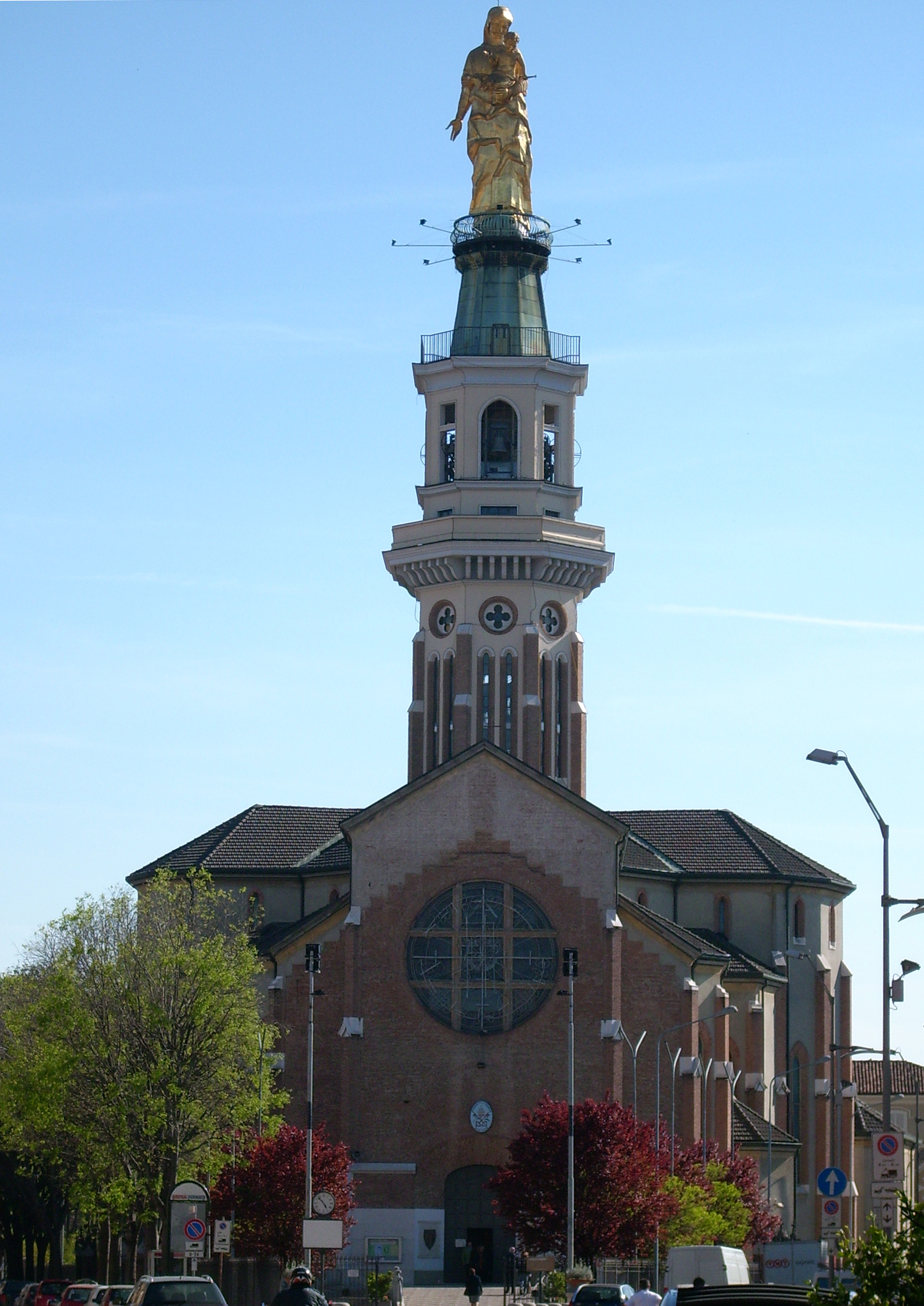
Il corpo di san Luigi Orione è esposto nel santuario della Madonna della Guardia, chiesa da lui innalzata nel 1931.

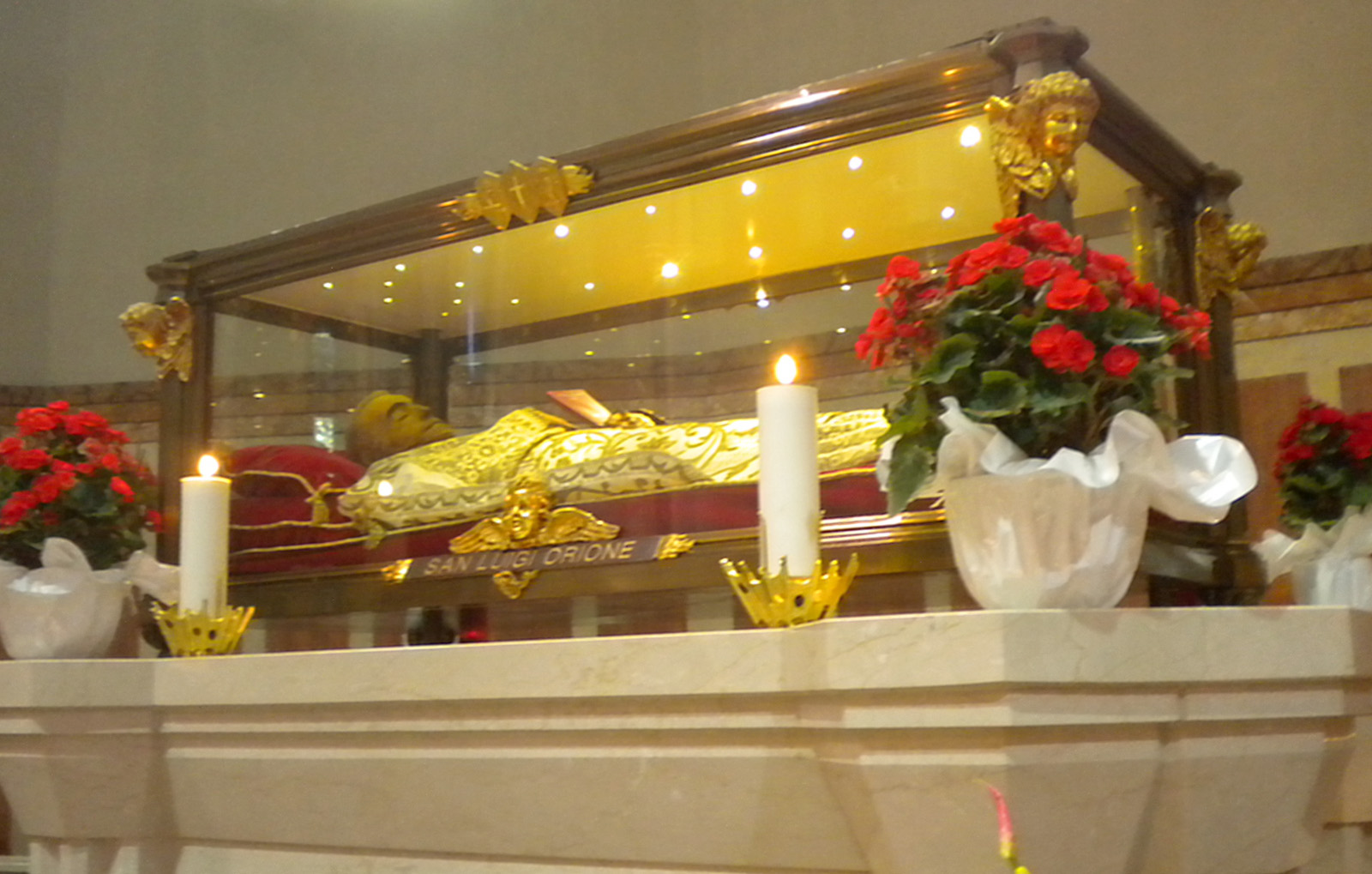
Corpo di san Luigi Orione, esposto in una teca di vetro, all'interno del santuario di Nostra Signora della Guardia.

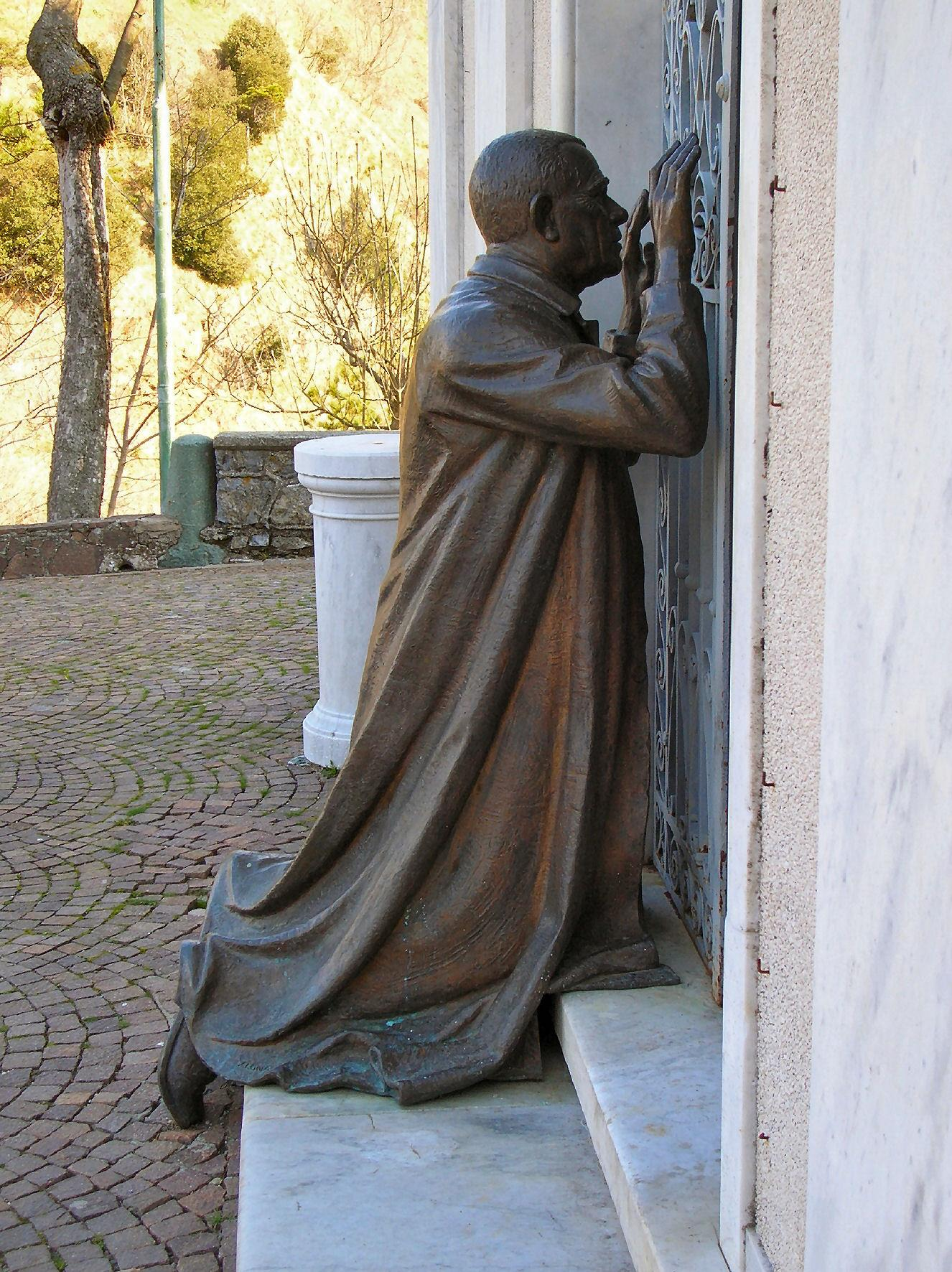
Statua di san Luigi Orione in preghiera al santuario di Nostra Signora della Guardia di Ceranesi (Cappella dell'Apparizione).

Instancabile l'azione di San Luigi Orione che venne per la prima volta da Tortona a Noto il 19 e 20 settembre 1898 su richiesta e invito del vescovo Giovanni Blandini per formare con i suoi sacerdoti e chierici il Collegio San Luigi (periodo 1898-1903) - oggi è la sede della curia vescovile - con il compito di gestire in contrada Cozzotondo la "Colonia Agricola Immacolata" che, all'epoca, comprendeva anche un orfanotrofio (periodo storico: 1901-1916, oggigiorno trasformato nella "Comunità-Incontro Villa Immacolata").
Nel 1939 il vescovo dell'epoca Angelo Calabretta affiderà al prete tortonese (che accetterà il gravoso incarico) la gestione della parrocchia e santuario di S. Corrado di Fuori. Questo luogo sarà da Don Orione trasformato in sede per religiosi (orionini) di vita eremitica (dal 1954 al 1957 qui visse il mistico orionino Frate Ave Maria) comprendendo anche l'attività pastorale con la trasformazione e ristrutturazione dell’eremo superiore che diverrà l'Orfanotrofio maschile San Corrado (periodo storico: 1950-1988). La presenza degli orionini a Noto si concluderà nel 1992.
Quando giungeva a Noto (1898) riferivano le cronache locali dell'epoca: "don Orione si recava spesso nella grotta di San Corrado a pregare, e illuminava i buoni eremiti custodi del santuario con discorsi semplici e fervorosi"  Tantoché "attorno a Don Orione si era fatta tale rinomanza di santo, che egli ricorderà sempre con umile confusione quelle ultime giornate della sua permanenza a Noto, circondato di affetto, ricercato da mattina a sera, quasi oppresso dai sentimenti di stima. Ma lo preoccupavano le condizioni di salute del suo chierico Eugenio Ottaggi; condizioni che preannunciavano il "mal sottile". Don Orione così ne parlò con don Sterpi: "Ti confesso che mi sento strappare il cuore. Ho fatto due voti, alla Madonna di Lourdes e a San Corrado che abbiamo qui, perché ce lo facciano guarire tanto almeno da poterlo condurre fino a Tortona. Ieri notte sono andato al santuario di S. Corrado di fuori e sono arrivato a casa alle undici e mezzo, e là ho fatto voto di condurlo pure e di fare un dono non minore di £ 300 Ho fatto accendere una lampada, ho detto Messa nella Grotta del Santo e poi ho dato ad un povero che ho trovato tutti i pochi quattrini che avevo in tasca e il povero orologio di Goggi, che per caso avevo. Mai ho sentito tanta fede e tanta certezza anche di un miracolo, se farà bisogno, per la grazia che domando". "San Corrado lo esaudì! Don Orione alle ore 9,30 del 20 ottobre 1898 partì con il chierico E. Ottaggi in treno da Noto per Tortona, invocando la protezione della Vergine Santa e di S. Corrado."
Nel 1909 portò al morente Alessandro Fortis, già Presidente del Consiglio e noto massone, la richiesta assistenza spirituale; in seguito racconterà di aver dovuto fare ciò travestendosi da infermiere, per non essere fermato dai compagni di partito di Fortis.
Nel 1921 ripopolò l'eremo di Sant'Alberto di Butrio, collocandovi membri della Piccola opera della Divina Provvidenza; tra di essi il già citato e più noto di tutti frate Ave Maria, al secolo Cesare Pisano, che visse nell'eremo dal 1923 al 1964 conducendo una vita di santità, preghiera e penitenza.

### Dopo la prima guerra mondiale
Al termine della prima guerra mondiale cominciò la fase di espansione dell'opera orionina: fondazione di collegi, di colonie agricole e di opere caritative e assistenziali sia in Italia (Campocroce (Mirano), Milano, Genova, Roma, Palermo,) sia nel mondo (Buenos Aires, san Paolo del Brasile, Santiago del Cile). Don Orione svolse anche opera di mediazione per conto di Papa Pio XI con il dittatore fascista Benito Mussolini per la risoluzione della questione romana, fino a giungere ai patti Lateranensi. Stimato da cinque papi (Leone XIII, Pio X, Benedetto XV, Pio XI e Pio XII), fu in ottimi rapporti anche con Giovanni Battista Montini, il futuro Papa Paolo VI. 
Inviò missionari in Brasile (1913), Argentina e Uruguay (1921), in Palestina (1921), in Polonia (1923), a Rodi (1925), negli Stati Uniti d'America (1934), in Inghilterra (1935) e in Albania (1936). Egli stesso, nel 1921-22 e nel 1934-37, si recò in visita missionaria nell'America Latina, in Argentina, Brasile, Cile ed Uruguay. Il 24 agosto 1937 fu pellegrino al Santuario della Beata Vergine del Rosario di Pompei. Fondò inoltre il santuario di Nostra Signora della Guardia a Tortona (Alessandria) (1931) e quello della Madonna di Caravaggio a Fumo di Corvino San Quirico (Pavia) (1939). Divenne anche Ascritto Consacrato dell'Istituto della carità, una forma prevista dal fondatore Antonio Rosmini che dava la possibilità anche ai consacrati di unirsi alla società da lui fondata. Morì a Sanremo nel 1940, all'età di 67 anni.

## Culto
Il suo corpo è esposto a Tortona nel santuario da lui innalzato, il santuario di Nostra Signora della Guardia. Beatificato il 26 ottobre 1980 da papa Giovanni Paolo II, è stato proclamato santo dallo stesso Papa il 16 maggio 2004. La memoria liturgica si celebra il 12 marzo, anniversario della sua scomparsa. Al santo sono dedicati un istituto ad Avezzano e alcune chiese tra le quali una chiesa parrocchiale a Pavia, una a Venafro, una a Seregno e una a Palermo.

### Il miracolo per la beatificazione
Per la beatificazione, la Chiesa cattolica ha ritenuto miracolosa la guarigione del giovane Giorgio Vincenzo Passamonti, che il 7 aprile 1944, giorno di venerdì santo, era ricoverato all'ospedale di Lodi in coma a causa di una meningite tubercolare terminale che gli causava febbre a 42 °C, rigidità corporea e battito cardiaco accelerato. Secondo i medici Giorgio sarebbe morto nell'arco di poche ore, quindi il vescovo Pietro Calchi Novati gli somministrò l'estrema unzione, mentre la madre gli posizionò un'immagine di don Orione accanto alla testa e pregò il sacerdote di Pontecurone affinché lo tenesse in vita almeno fino all'arrivo del padre, che sarebbe sopraggiunto la sera seguente. Poche ore dopo, improvvisamente, il malato si svegliò, disse di sentirsi guarito ed iniziò a mangiare e leggere normalmente, tra lo stupore generale; le visite mediche confermarono la totale scomparsa della malattia e la normale funzionalità dei polmoni. Una volta ristabilitosi completamente, Passamonti condusse una vita normale, nella quale conseguì una laurea in ingegneria, lavorò regolarmente, si sposò ed ebbe cinque figli. 
Il 29 aprile 1980 papa Giovanni Paolo II riconobbe la guarigione come miracolosa, dopo che i medici ne avevano constatato l'inspiegabilità scientifica (in particolare il dottor Pedrinoni, primario del reparto in cui era ricoverato Passamonti, il quale dichiarò: "Sono pronto a testimoniare, con giuramento, che per me quel ragazzo era morto ed è risuscitato") e dopo che i teologi avevano confermato l'intercessione di don Orione, che fu proclamato beato il 26 ottobre 1980.

### Il miracolo per la canonizzazione
Per la canonizzazione, la Chiesa cattolica richiede il riconoscimento di un secondo miracolo, oltre a quello necessario per la beatificazione; nel caso del beato Luigi Orione è stata ritenuta miracolosa la guarigione di Pietro Penacca, detto Pierino, un uomo di 78 anni di Momperone, in provincia di Alessandria. Nel 1990 Penacca venne ricoverato all'Ospedale San Raffaele di Milano, dove gli fu diagnosticato un carcinoma maligno ai polmoni. I medici sentenziarono che, a causa dell'età avanzata, non erano consigliabili né un intervento chirurgico né la chemioterapia. I familiari, ai primi di gennaio del 1991, si rivolsero all'intercessione di don Orione: il malato, nel giro di una settimana, tornò in perfetta salute, senza conseguenze a lungo termine di nessun tipo. Dopo la guarigione Penacca continuò la propria vita lavorando come agricoltore e falegname fino al 2001, anno in cui morì di vecchiaia. Il caso, dopo il processo diocesano, durato dal 4 gennaio al 12 marzo 1999, fu sottoposto alla Congregazione delle cause dei santi che, il 7 luglio 2003, promulgò il decreto sul miracolo, dichiarando l'inspiegabilità scientifica della guarigione, rapida, completa e duratura; don Orione venne quindi proclamato santo da papa Giovanni Paolo II il 16 maggio 2004.

## Scritti
Don Orione fu autore di molti scritti, senza mai pubblicarne nessuno. Dopo la sua morte sono state pubblicate alcune raccolte di suoi appunti, lettere e scritti vari, tra cui:
- Meditazioni sul vangelo. Dagli scritti e dalla parola, 2004, ISBN 88-215-5145-8
- Ho aperto le braccia e il cuore, 2001, ISBN 88-215-4544-X
- Nel nome della divina provvidenza, 1995, ISBN 88-384-2305-9

## Filmografia
Alla vicenda biografica e umana di don Luigi Orione è dedicato un film sceneggiato da Ermanno Olmi e interpretato da Enrico Maria Salerno, Qualcosa di Don Orione (1990).